# Olympische Winterspiele 2018/Teilnehmer (Brasilien)
| Gelbes Symbol für Goldmedaillen mit stilisierten Olympischen Ringen | Graues Symbol für Silbermedaillen mit stilisierten Olympischen Ringen | Braundes Symbol für Bronzemedaillen mit stilisierten Olympischen Ringen |
| ------------------------------------------------------------------- | --------------------------------------------------------------------- | ----------------------------------------------------------------------- |
| —                                                                   | —                                                                     | —                                                                       |

Brasilien nahm an den Olympischen Winterspielen 2018 in Pyeongchang mit neun Sportlern in fünf Disziplinen teil, davon sechs Männer und drei Frauen. Fahnenträger bei der Eröffnungsfeier war Edson Bindilatti.

## Teilnehmer nach Sportarten

### Bob
| Athleten                                                             | Wettbewerb | Lauf 1  | Lauf 1 | Lauf 2  | Lauf 2 | Lauf 3  | Lauf 3 | Lauf 4        | Lauf 4        | Gesamt      | Gesamt |
| Athleten                                                             | Wettbewerb | Zeit    | Rang   | Zeit    | Rang   | Zeit    | Rang   | Zeit          | Rang          | Zeit        | Rang   |
| -------------------------------------------------------------------- | ---------- | ------- | ------ | ------- | ------ | ------- | ------ | ------------- | ------------- | ----------- | ------ |
| Männer                                                               |            |         |        |         |        |         |        |               |               |             |        |
| Edson Bindilatti Edson Martins                                       | Zweierbob  | 50,14 s | 27     | 50,22 s | 27     | 50,35 s | 29     | ausgeschieden | ausgeschieden | 2:30,71 min | 27     |
| Edson Bindilatti Edson Martins Odirlei Pessoni Rafael Souza da Silva | Viererbob  | 49,75 s | 25     | 49,94 s | 23     | 49,80 s | 22     | ausgeschieden | ausgeschieden | 2:29,49 min | 23     |

### Eiskunstlauf
| Athleten         | Kurzprogramm/-tanz | Kurzprogramm/-tanz | Kür/Kürtanz | Kür/Kürtanz | Total  | Total |
| Athleten         | Punkte             | Rang               | Punkte      | Rang        | Punkte | Rang  |
| ---------------- | ------------------ | ------------------ | ----------- | ----------- | ------ | ----- |
| Frauen           |                    |                    |             |             |        |       |
| Isadora Williams | 55,74              | 17                 | 88,44       | 24          | 144,18 | 24    |

### Ski Alpin
| Athleten      | Wettbewerbe  | 1. Lauf | 2. Lauf       | Gesamt        | Gesamt        |
| Athleten      | Wettbewerbe  | Zeit    | Zeit          | Zeit          | Rang          |
| ------------- | ------------ | ------- | ------------- | ------------- | ------------- |
| Männer        |              |         |               |               |               |
| Michel Macedo | Super-G      | −       | −             | DNS           | DNS           |
| Michel Macedo | Riesenslalom | DNF     | ausgeschieden | ausgeschieden | ausgeschieden |
| Michel Macedo | Slalom       | DNF     | ausgeschieden | ausgeschieden | ausgeschieden |

### Skilanglauf
| Athleten         | Wettbewerbe    | Zeit        | Rang |
| ---------------- | -------------- | ----------- | ---- |
| Frauen           |                |             |      |
| Jaqueline Mourão | 10 km Freistil | 30:50,3 min | 74   |
| Männer           |                |             |      |
| Victor Santos    | 15 km Freistil | 47:09,9 min | 110  |

### Snowboard
| Athleten             | Wettbewerbe    | Achtelfinale | Achtelfinale | Achtelfinale | Viertelfinale | Viertelfinale | Viertelfinale | Halbfinale | Halbfinale | Finale | Finale | Rang |
| Athleten             | Wettbewerbe    | Rang         | Rang         | Rang         | Rang          | Rang          | Rang          | Rang       | Rang       | Rang   | Rang   | Rang |
| -------------------- | -------------- | ------------ | ------------ | ------------ | ------------- | ------------- | ------------- | ---------- | ---------- | ------ | ------ | ---- |
| Frauen               |                |              |              |              |               |               |               |            |            |        |        |      |
| Isabel Clark Ribeiro | Snowboardcross | DNS          | DNS          | DNS          | DNS           | DNS           | DNS           | DNS        | DNS        | DNS    | DNS    | DNS  |